# هاگین و مانین

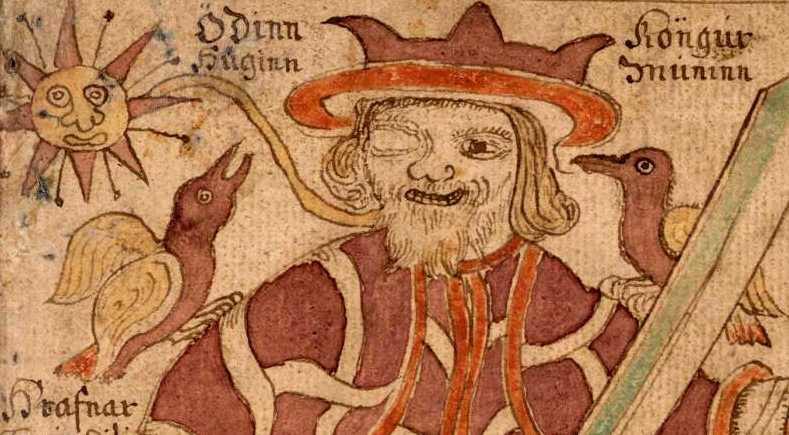
هاگین و مانین نشسته بر شانهٔ اودین در یکی از دست‌نوشته‌های قرن ۱۸ ایسلند

در اسطوره‌شناسی نورس، هاگین و مانین (Huginn and Muninn) دو کلاغ‌اند که هر روز در سرتاسر جهان، میدگارد، پرواز می‌کنند و شامگاه اخبار را به اطلاع اودین می‌رسانند. هاگین از لحاظ لغوی به معنای «فکر» است و مانین به معنای «یاد». این دو کلاغ تجسم خصایص روحانی اودین هستند.
در زبان شاعرانه از «هاگین» برای اشاره به هر کلاغی استفاده می‌شود، بالاخص در ادبیات باستان. یک کنینگ رایج برای جنگ، «بزم هاگین» است. از مانین بدین منظور کمتر استفاده می‌شود.
رابطهٔ کلاغ و اودین قدیمی و ریشه‌دار است. این نکته را می‌شود از تعدد کنینگ‌های مورد استفاده برای هم اودین و هم کلاغ استنباط کرد. اودین «کلاغ‌خدا»، «کلاغ‌اغواگر»، و «کشیشِ کلاغ-قربانی» خوانده شده و از آن طرف، کلاغ «شاهینِ طماعِ اودین». رابطهٔ کلاغ و اودین از آنجا نشئت می‌گیرد که کلاغ پرندهٔ مرگ ملحوظ می‌شده، چون از اجساد تغذیه می‌کرده است. و از آنجا که در دسترس‌ترین منبع تغذیه برای کلاغ، جنازه‌های متروک در میدان جنگ است که سوزانده یا دفن نشده‌اند، کلاغ «پرندهٔ جنگ» لقب گرفته بود. از طرف دیگر، اودین خدای مرگ و جنگ است. جنگاورانی که حریفشان را در میدان جنگ می‌کشتند، کشته را پیشکش اودین می‌کردند. اما جنازهٔ فرد کشته‌شده در واقع نصیب کلاغ‌ها می‌شد. هرگاه مردی عازم جنگ بود و کلاغی او را دنبال می‌کرد، این نشانه را خوش‌یمن می‌دانستند، چرا که تصور می‌شد کلاغ در انتظار بزم (تغذیه از جنازهٔ دشمن مرد) بوده است.